# Dick Pym

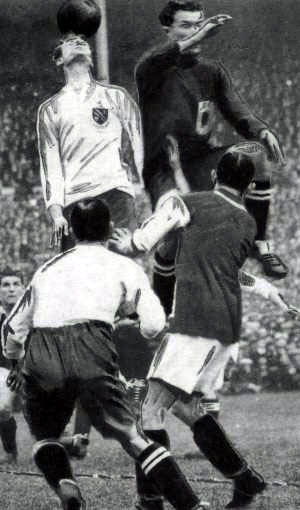
El guardameta Dick Pym y otros dos jugadores del Bolton Wanderers defienden su portería.

Richard Henry Pym (conocido como Dick Pym; nacido el 2 de febrero de 1893 en Topsham, Devon, Inglaterra, fallecido el 16 de septiembre de 1988 en Exeter, Devon, Inglaterra) fue un futbolista muy conocido por ser el portero del Bolton Wanderers en la primera final de la FA Cup de 1923 que se jugó en el Estadio de Wembley.
El partido, conocido como final del caballo blanco debido a la presencia de un policía montado a un caballo blanco con el fin de controlar la multitud, y que terminó en una victoria de 2-0 para el Bolton. Pym se había unido a ellos en la ciudad de Exeter, dos años antes por un récord mundial de cinco mil libras.
Pym, conocido como Pincher Pym, ganó con la Copa FA la mayor cantidad de medallas con el Bolton entre 1926 y 1929, y ganó tres ligas de Inglaterra. Salió del Bolton en 1930 y no jugó más en la liga.
Se convirtió en el último miembro sobreviviente del histórico equipo de 1923 y vivió hasta los 95, lo que le valió el récord del jugador de fútbol más longevo de Inglaterra.

## Clubes
| Club             | País       | Años        | Partidos | Goles |
| ---------------- | ---------- | ----------- | -------- | ----- |
| Exeter City      | Inglaterra | 1911 - 1921 | 39       | 0     |
| Bolton Wanderers | Inglaterra | 1921 - 1931 | 301      | 0     |